# HERO (EXILEの曲)
「HERO」（ヒーロー）は、EXILEの17枚目のシングル。2004年12月1日にrhythm zoneから発売。

## 概要
前作「HEART of GOLD」から4カ月ぶりのシングル。グループ初のベストアルバム『PERFECT BEST』からの先行シングル。
カップリング曲はメンバーのATSUSHIが兼任するグループCOLORの曲を収録。
26thシングル「I Believe」、ベストアルバム『EXILE CATCHY BEST』『EXTREME BEST』には、ATSUSHI、TAKAHIROによって再録された表題曲が収録されている。

## 収録曲
1. HERO [4:46]
作詞：SHUN / 作曲・編曲：原一博
  - TBS系ドラマ『ホットマン2』主題歌
2. FIND YOU - COLOR
作詞：Michico / 作曲：Michico & T.Kura
3. HERO（Instrumental）
4. FIND YOU（Instrumental）